# Boule de neige (téléfilm)
Pour les articles homonymes, voir Boule de neige (homonymie).
Boule de Neige (Snowglobe) est un téléfilm de Noêl américain réalisé par Ron Lagomarsino et diffusé le 15 décembre 2007 sur ABC Family.

## Synopsis
Angela aime Noël plus que tout. Sa famille non... Si seulement ils s'étaient juste invités chez elle pour les vacances, passe encore mais en plus ils prennent un malin plaisir à essayer de la caser avec tous les célibataires de l'immeuble. Le bel esprit de Noël d'Angela s’éteint peu à peu, jusqu'à ce qu'elle reçoive une boule de neige en cadeau. Mais ce n'est pas une boule de neige ordinaire, celle-ci lui permet une fois endormie de rejoindre un monde magique où Noël a une place privilégiée. Elle y rencontre Douglas, un jeune homme... parfait. Elle partage alors son temps entre ce pays merveilleux et sa famille. Quelle n'est pas sa surprise lorsqu'elle voit arriver Douglas dans sa réalité...

## Fiche technique
- Titre : Boule de Neige
- Titre original : Snowglobe
- Réalisation : Ron Lagomarsino
- Scénario : Garrett Frawley, Brian Turner
- Production : Jody Brockway, Craig McNeil
- Société de production : ABC Family
- Budget : 5 000 000 $
- Musique : David Lawrence
- Photographie : Derick V. Underschultz
- Montage : Michael Brown
- Décors : Louise Middleton
- Costumes : Christine Thomson
- Pays d'origine : États-Unis
- Format :
- Genre : Comédie dramatique
- Durée : 90 minutes
- Dates de diffusion : France : 2007 sur TF1

## Distribution
- Christina Milian (VF : Olivia Luccioni) : Angela
- Josh Cooke (VF : Laurent Mantel) : Eddie
- Matt Keeslar (VF : Cédric Dumond) : Douglas
- Luciana Carro (VF : Anouck Hautbois) : Gina
- Lorraine Bracco (VF : Maïk Darah) : Rose
- Erin Karpluk (VF : Céline Ronté) : Claire
- Kailin See (VF : Jessica Barrier) : Marie
- Christine Willes (VF : Marie-Martine) : Joy
- Ennis Esmer : Jaimie

 Source et légende : version française (VF) sur RS Doublage

## Production
Le téléfilm a été filmé à Springbank et à Calgary, en Alberta de juillet à août 2007.

## DVD
Le téléfilm a été publié sur la Région 1 en DVD aux États-Unis le 7 octobre 2008.